# Caramel (Film)
Caramel ist ein libanesisch-französischer Spielfilm aus dem Jahr 2007 von Regisseurin Nadine Labaki.

## Handlung
Der Film spielt in Beirut und erzählt von den Lebenssituationen von sechs Frauen. Drei von ihnen, Layale, Nisrine und Rima, arbeiten in dem kleinen Schönheitssalon Si Belle.
Layale hat eine Liebesaffäre mit Rabih, einem verheirateten Mann. Er trifft sich mit ihr, wann immer er Zeit hat. Zudem finden ihre Rendezvous immer nur im Auto und auf abgelegenen Industriebrachen statt. Und so ahnt Layale, dass ihre Beziehung keine Zukunft hat. Layale lebt noch bei ihren Eltern, die längst erwarten, dass sie endlich heiratet, daher hält sie ihre Affäre vor ihnen geheim. Da Rabih seine Frau Christine nicht für Layale verlassen möchte, beginnt Layale sich zu fragen, was das Besondere an Christine ist. Nisrine organisiert über eine Werbeaktion, dass Christine Kundin im Salon wird. So lernt Layale sie kennen und schätzen, und ihr wird klar, dass sie die Beziehung mit Rabih beenden muss. Vielleicht ist der Polizist Youssef, der Layale seit längerem heimlich liebt, der richtige Mann für die Zukunft.
Die Muslimin Nisrine steht kurz vor ihrer Hochzeit. Ihr Problem ist, dass sie keine Jungfrau mehr ist. Nur ihre Freundinnen wissen davon und begleiten sie zu einem Arzttermin, bei dem das Manko behoben werden soll.
Rima, die dritte Kollegin, weist die allabendlichen Annäherungsversuche des Paketboten zurück, denn sie fühlt sich zu Frauen hingezogen. Besonders eine bestimmte Kundin hat sie in ihren Bann gezogen.
In der Nachbarschaft des Salons leben die beiden alten, unverheirateten Schwestern Rose und Lili in symbiotischer Beziehung in derselben Wohnung, schlafen im selben Bett. Lili ist geistig verwirrt, sie entfernt Strafzettel von Autos, da sie sie für Briefe ihrer Liebhaber hält, und so hat Rose sich ihrer in geschwisterlicher Liebe angenommen. Rose verdient den Lebensunterhalt der beiden durch Änderungsschneidereien. Als der elegante ältere Herr Charles seinen Anzug kürzen lassen möchte und sich dabei eine zarte Beziehung zwischen ihm und Rose abzeichnet, reagiert Lili eifersüchtig und torpediert eine Verabredung der beiden.
Die alternde Gelegenheitsschauspielerin Jamale, Stammkundin im Salon Si Belle, stellt sich bei oftmals entwürdigenden Castings der Konkurrenz jüngerer Frauen und weiß doch, dass sie dabei nur verlieren kann.

## Kritiken
„Eine sinnliche und ein warmherzige Komödie, die vom Alltag ganz unterschiedlicher Frauen in Beirut erzählt. In den lose miteinander verwobenen Episoden schildert der Film Wendepunkte im Leben der Hauptfiguren, in denen es um Liebe und Verantwortung geht, um Tradition und Moderne, um Christentum und Islam.“

„Regisseurin Labaki gelingt der Balanceakt zwischen Engagement und Unterhaltung ohne Mühe. Sie bleibt dicht an ihren Grundsatzfragen dran und wird dabei vortrefflich von ihren Laiendarstellerinnen unterstützt, die sehr genau wissen, was und wie viel hier auf dem Spiel steht. Für den westlichen Zuschauer ist es eine humorvolle Annäherung an die Frauenprobleme einer brisant gemischten Gesellschaft zwischen Aufbruch und Unterdrückung.“

„Caramel ist kein Frauenfilm im üblichen Sinne, sondern eine wundervolle, erotische Ode an die Frauen des Libanon, an ihren Mut, ihren Pragmatismus, ihre Träume und all die kleinen Hindernisse, die diesen Träumen im Wege stehen.“

## Auszeichnungen
- 2007: Films from the South Award in der Kategorie Best Feature beim Oslo Films from the South Festival[6]
- 2007: Audience Award, Sebastiane Award, Youth Jury Award beim Festival Internacional de Cine de San Sebastián[6]
- 2007: FIPRESCI Preis beim Internationalen Filmfestival von Stockholm[6]
- 2008: Für die Satellite Awards 2008 in der Kategorie Bester fremdsprachiger Film nominiert.[6]